# Ceratina maghrebensis
Ceratina maghrebensis är en biart som beskrevs av Daly 1983. Ceratina maghrebensis ingår i släktet märgbin, och familjen långtungebin. Inga underarter finns listade i Catalogue of Life.